# Aeroportul Chelyabinsk
Aeroportul Chelyabinsk (IATA: CEK, ICAO: USCC) este un aeroport din Celiabinsk, Celeabinsk, Rusia ce deservește zona Celiabinsk. Aeroportul a fost tranzitat în 2021 de 1.813.638 de pasageri. A fost deschis în 1930 și numit după Igor Kurceatov.
Situat la o altitudine de 226 m, aeroportul dispune de 1 pistă. Este operat de Novaport⁠(d).

## Infrastructură

### Piste
Aeroportul dispune de o singură pistă. Pista 09/27 are suprafața de beton și dimensiunile 3.200 m × 57 m. 